# Thermador Groupe
Thermador Groupe est une entreprise spécialisée dans la commercialisation d'accessoires pour le chauffage central et la sécurité sanitaire. Elle est cotée à la Bourse de Paris (THEP). 

## Histoire

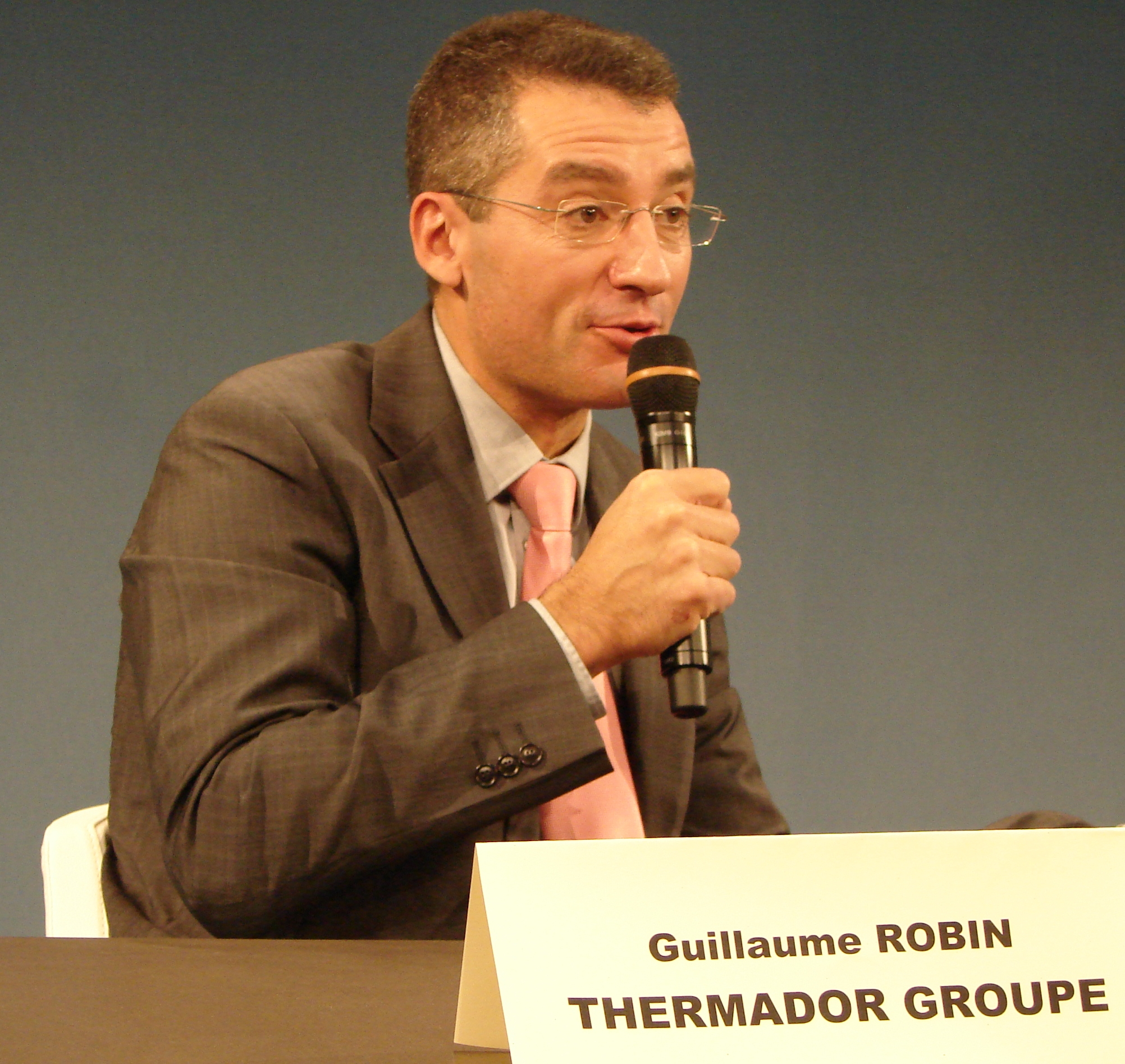
Guillaume Robin à Actionaria

Thermador est créé en 1968 par Guy Vincent. En 1987, elle fait son entrée à la Bourse de Paris et, en 2001, un plan d'épargne entreprise permet aux salariés de devenir actionnaires de l'entreprise.
En janvier 2014, en partenariat avec l'italien Vortice, Thermador crée la filiale Axelair spécialisée dans les VMC (ventilation mécanique contrôlée) pavillonnaires,.
En juillet 2015, Thermador rachète la société Mecafer pour 24,3 millions d'euros et entre ainsi sur le marché des compresseurs d'air et du gros outillage.
En 2016, Thermador lance sa filiale Aello spécialisée dans l'équipement de matériel de construction de piscine,.

## Activités
Liste des produits commercialisés par Thermador (dont 81 % du CA est réalisé en France) et pourcentage du CA de l'entreprise :
- Pompes (20,2 %)
- Produits de robinetterie (19,3 %)
- Accessoires de chauffage (16,4 %)
- Tubes en matériaux de synthèse (11,2 %)
- Matériels de motorisation (6,7 %)

## Actionnaires
| Nom                                                          | Actions | %     |
| Investmentaktiengesellschaft für langfristige Investoren TGV | 827 668 | 9,09% |
| Financière Borde SC                                          | 511 852 | 5,62% |
| Guy Vincent                                                  | 487 488 | 5,35% |
| Marc de Sereys                                               | 353 516 | 3,88% |
| Geneviève Boreil                                             | 244 120 | 2,68% |
| Mawer Investment Management Ltd.                             | 221 542 | 2,43% |
| Thermador SA Employees Stock Ownership Plan                  | 219 828 | 2,41% |
| Lazard Frères Gestion SAS                                    | 168 558 | 1,85% |
| Fidelity Management & Research Co.                           | 152 666 | 1,68% |
| Eric Mantione                                                | 145 180 | 1,59% |

Mise à jour 30 mars 2019